# Georg Adam von Martinitz
Georg Adam von Martinitz (ur. 1645, zm. 24 lipca 1714 w Pradze) – austriacki dyplomata.
W roku 1682 objeżdżał włoskie dwory szukając pomocy przeciw Turkom. Na jego wezwanie odpowiedział wówczas papież Innocenty IX.
W roku 1707 eskortowany przez gen. von Dauna, wyruszył do Neapolu, by zostać tam wicekrólem (VII-X 1707) w imieniu króla Neapolu Karola IV (cesarz Karol VI Habsburg). Po jego wyjeździe wicekrólem został gen. Philipp Wirich von Daun. Martinitz zmarł w 1714 roku w Pradze.